# 가람도서관
가람도서관은 경기도 파주시 소재의 도서관이다.

## 연혁
- 2012년 10월 4일 가람도서관 착공
- 2013년 12월 31일 가람도서관 준공
- 2014년 3월 12일 가람도서관 개관

## 시설현황
- 2층: 사무실, 보존서고, 문화강연실1·2
- 1층: 어린이자료실
- 지하1층: 종합자료실, 슬가람아트홀

## 이용 안내
이용 시간
- 하절기: 평일 09:00~19:00 / 주말 09:00~18:00
- 동절기: 매일 09:00~18:00

휴관일
- 매주 월요일